# Centaurea serpentinica
Centaurea serpentinica — вид квіткових рослин родини айстрових (Asteraceae). Ареал: Туреччина.

## Екологія
Вид росте на еродованих серпантинових кам'янистих схилах і на відкритих Pinus brutia лісах у районі Яхьяли у перехідній зоні центральної та південної Анатолії.

## Морфологічна характеристика
Багаторічна трав'яниста рослина з дерев'янистим кореневищем. Стебло від висхідного до прямостоячого, 9-смугасте, густо запушене, майже на всьому протязі з листям, 12–25 см заввишки, 0.7–1.5 мм у діаметрі біля основи, роздільно розгалужене всюди або іноді лише розгалужене у верхній частині. Листки зелені, густо запушені; прикореневі та нижні стеблові листки оберненояйцеподібні або зворотноланцетні в контурі, перисто-розсічені до ліристих з 1–3(4) парами еліптичних до оберненояйцеподібних бічних сегментів, до 71 × 3(4) мм, і помітно більшим кінцевим сегментом від оберненояйцеподібних до зворотноланцетних; кінцевий сегмент 4–10 мм ушир. Квіткова голова поодинока, 12–15×7–10 мм (включаючи квітки), ± висхідний. Обгортка 8–10 × 7–10 мм, яйцеподібна. Віночок світло-рожевий. Цвіте в червні та липні і плодоносить у липні та серпні.